# Conclave de 1623
Le conclave de 1623 fut convoqué après la mort du pape Grégoire XV le 8 juillet de cette année-là afin d'élire son successeur. Il eut lieu à Rome du 19 juillet au 6 août 1623 et s'acheva par l'élection du cardinal Maffeo Barberini, qui prit le nom de règne pontifical d'Urbain VIII. Il fut marqué par la très forte chaleur et l'épidémie de malaria que subissait alors Rome, maladie qui toucha le futur pape et provoqua la mort de 9 cardinaux dans les semaines suivant ce conclave. 

## Contexte
Ce fut le premier conclave à se dérouler après les réformes du Grégoire XV dans sa bulle papale de 1621 Æterni Patris Filius (en) qui essayait de rationaliser le déroulement du conclave.
À la suite des deux conclaves de 1605, les élections papales se sont standardisées. Durant les 200 ans qui suivirent l'élection de Paul V cette année, les papes élus avaient environ 70 ans, étaient cardinaux depuis une dizaine d'années après une carrière dans le droit canonique. Les papes venaient typiquement de la noblesse de second rang de Rome où des États pontificaux.

## Conclave
55 des 67 cardinaux que comptait alors l'église catholique participèrent à ce conclave dont 4 cardinaux espagnols et 3 germaniques mais aucun des 4 cardinaux français ne se déplaça,. 
Au début du conclave, les cardinaux étaient divisés entre ceux faits cardinaux avant que Paul V ne soit élu en mai 1605 (13), ceux faits cardinaux par Paul V (32) et ceux faits cardinaux par Grégoire XV (9). Les deux cardinaux qui avaient le plus d'influence sur ce conclave étaient Scipione Borghese, le neveu de Paul V, et Ludovico Ludovisi, le neveu de Grégoire XV. Ludovisi essaya d'accroitre son influence sur le conclave en devenant allié avec les cardinaux originaires de régions contrôlées par les Habsbourgs.
Borghese avait soutenu Pietro Campori lors du précédent conclave qui avait élu Grégoire XV, et Campori était de nouveau son candidat préféré pour ce conclave avec le fait que l'âge de Campori, 66 ans, serait un atout car un mémorandum espagnol avait révélé que les cardinaux espagnols voyaient de plus vieux cardinaux moins susceptibles, une fois devenu pape, de développer une politique étrangère indépendante. Comme on n'attendait pas une forte influence française sur cette élection, Borghese anticipa qu'élire Campori serait plus facile, puisque l'opposition française avait été le principal obstacle à son élection lors du précédent conclave.
Le premier tour de scrutin révéla que la réforme de Grégoire XV destinée à décourager les cardinaux de voter pour leur ami au premier tour n'avait pas abouti. Le deuxième scrutin révéla à Borghese que Giovanni Garzia Mellini était le candidat de son camp qui avait le plus de soutiens parmi les cardinaux électeurs. Ludovisi était opposé à Mellini, et il fit circuler des rumeurs parmi les cardinaux que Borghese préférerait mourir plutôt que de voir quelqu'un en dehors de sa faction devenir pape. Ces rumeurs provoquèrent une perte de confiance de certains cardinaux envers Borghese. La chaleur estivale romaine avait aussi commencé à épuiser les membres du conclave.

## Élection d'Urbain VIII

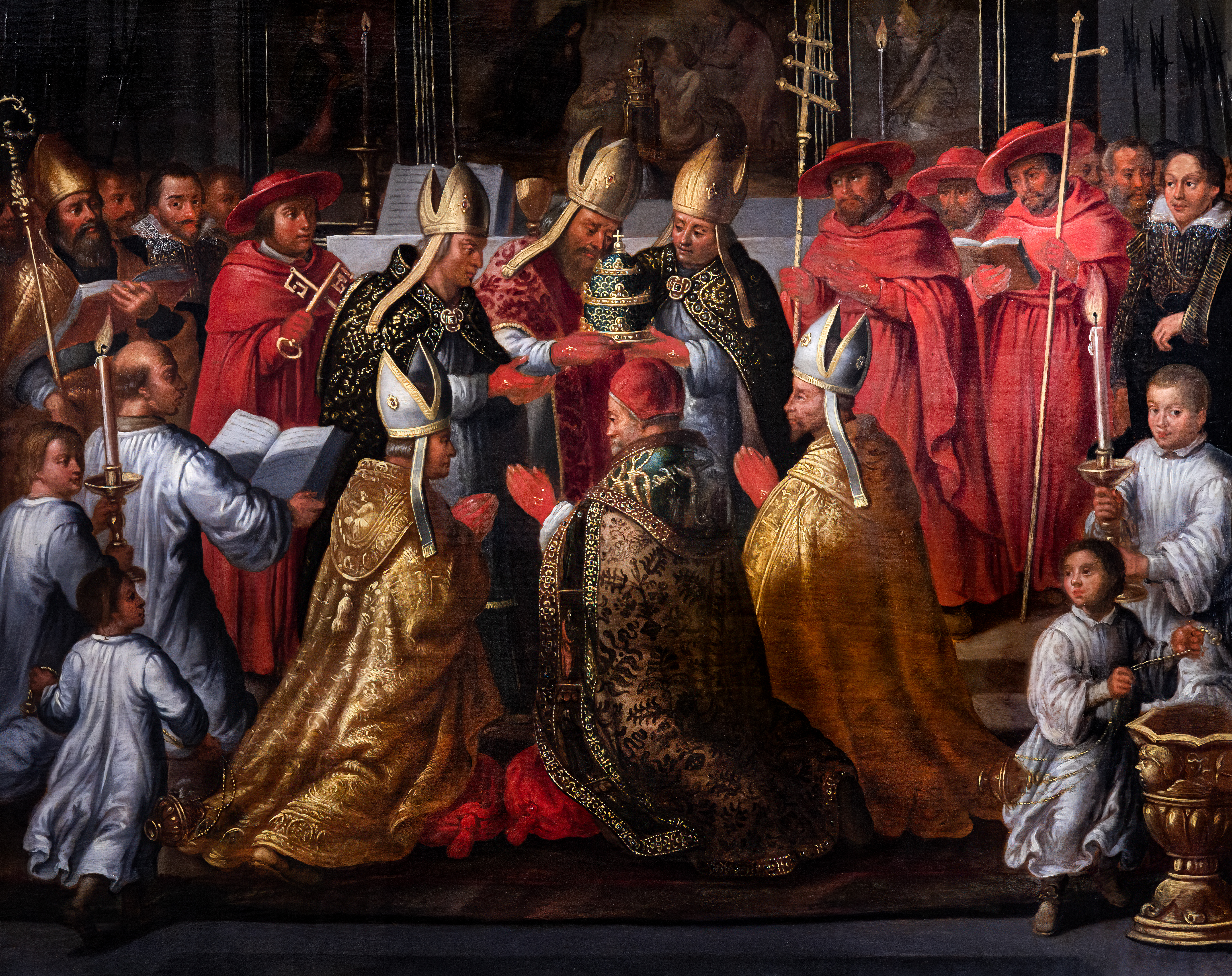
Couronnement du Pape Urbain VIII en 1623 - Musée des Beaux-Arts d'Agen

Après que les candidats des deux principales factions aient été rejetés par les électeurs, Borghese commença à chercher des candidats neutres dont Maffeo Barberini. Barberini commença ouvertement à faire campagne pour sa propre élection, ce qui n'avait pas été vu dans les précédents conclaves. Barberini était ami avec Maurice de Savoie, qui avait servi de porte-parole aux cardinaux supportant la France lors du conclave. Il reçut aussi le soutien de Ludovisi, ce qui entraina Borghese à s'opposer à lui. Borghese tomba malade durant le conclave, et dans le but de pouvoir partir, il accepta que Barberini soit élu et donna pour instruction aux cardinaux de son camp de voter pour lui.
Au scrutin suivant, Barberini reçu suffisamment de votes pour être élu mais il manquait un bulletin. Les cardinaux discutèrent pour savoir quoi faire pendant deux heures et finalement Barberini demanda un second vote, qu'il remporta avec cinquante suffrage sur les cinquante-quatre cardinaux présents. La relative rapidité de l'élection d'Urbain est attribuée à la chaleur estivale que les Cardinaux ont été forcés d'endurer durant ce conclave.
Après cette élection, Barberini prit le nom d'Urbain VIII. Barberini avait précédemment servi de nonce apostolique en France sous Paul V et avait été fait cardinal pour son service en France, et son élection comme pape satisfaisait le roi de France, Louis XIII. Durant la papauté de Paul V, il apparaissait dans une série de biographies sur de potentiels cardinaux comme un écrivain et un poète. Le symbole de sa famille était une abeille, et les Romains dirent ensuite que son élection avait été prédit par un essaim d'abeilles entrant dans le conclave,.

## Malaria pendant le conclave
La malaria sévissait à Rome pendant le conclave et huit des cardinaux mourront dans les deux semaines qui suivirent l'élection papale, le futur pape contractera lui-même la maladie pendant ce conclave.